# Laia Pons
Laia Pons Areñas (Granollers, 24 aprile 1993) è una sincronetta spagnola, vincitrice della medaglia di bronzo olimpica a squadre a Londra 2012, dove ha partecipato solo come riserva.

## Palmarès
- Giochi olimpici

Londra 2012: bronzo a squadre.
- Campionati mondiali

Barcellona 2013: argento nel programma libero a squadre e nel programma libero combinato.
- Campionati europei

Eindhoven 2012: oro nel combinato a squadre.